# Chloroclystis metallospora
Espèce
Chloroclystis metallospora est une espèce d'insectes lépidoptères (papillons) de la famille des Geometridae et qui se rencontre en Australie.